# Viborg (Dakota du Sud)
Pour les articles homonymes, voir Viborg (homonymie).
La ville américaine de Viborg est située dans le comté de Turner, dans l’État du Dakota du Sud. La municipalité comptait 782 habitants lors du recensement de 2010. Elle s'étend sur 0,40 milles carrés (1,04 km2).
La ville est fondée en 1886 par des immigrés danois. D'abord appelée Danesville (« la ville des Danois »), elle adopte son nom actuel en référence à la ville de Viborg au Danemark.

## Démographie
| 1900 | 1910 | 1920 | 1930 | 1940 | 1950 |
| ---- | ---- | ---- | ---- | ---- | ---- |
| 222  | 410  | 618  | 719  | 659  | 644  |

| 1960 | 1970 | 1980 | 1990 | 2000 | 2010 |
| ---- | ---- | ---- | ---- | ---- | ---- |
| 699  | 662  | 812  | 763  | 832  | 782  |